# Sport Club Fortuna Köln 2000-2001
Questa voce raccoglie le informazioni riguardanti il Sport Club Fortuna Köln nelle competizioni ufficiali della stagione 2000-2001.

## Stagione
Nella stagione 2000-2001 il Fortuna Colonia, allenato da Peter Vollmann, concluse il campionato di Regionalliga nord al 4º posto. In Coppa di Germania il Fortuna Colonia fu eliminato al primo turno dal Bayer Leverkusen.

## Rosa
| N. |                     | Ruolo | Calciatore          |
| -- | ------------------- | ----- | ------------------- |
| 15 | Germania (bandiera) | C     | Söhren Grudzinski   |
|    | Germania (bandiera) | P     | Arno Klein          |
|    | Germania (bandiera) | P     | Peter Martin        |
|    | Germania (bandiera) | P     | Tim Wiese           |
|    | Germania (bandiera) | D     | Sascha Jagusch      |
|    | Germania (bandiera) | D     | Thomas Ridder       |
|    | Germania (bandiera) | D     | Jan Schanda         |
|    | Germania (bandiera) | D     | Hans-Jörg Schneider |
|    | Egitto (bandiera)   | C     | Mohamed Azima       |
|    | Germania (bandiera) | C     | Adam Cichon         |
|    | Germania (bandiera) | C     | Andreas Kokoschka   |

| N. |                     | Ruolo | Calciatore           |
| -- | ------------------- | ----- | -------------------- |
|    | Germania (bandiera) | C     | Oliver Lindemann     |
|    | Germania (bandiera) | C     | Stefan Majek         |
|    | Germania (bandiera) | C     | Mario Nacev          |
|    | Germania (bandiera) | C     | Tibor Nadj           |
|    | Germania (bandiera) | C     | Dieter Schönberger   |
|    | Germania (bandiera) | C     | Torsten Sümnich      |
|    | Germania (bandiera) | C     | Frank Süs            |
|    | Germania (bandiera) | C     | André van der Zander |
|    | Germania (bandiera) | A     | Marco Antwerpen      |
|    | Germania (bandiera) | A     | Frank Döpper         |
|    | Germania (bandiera) | A     | Sven Schuchardt      |

## Organigramma societario
Area tecnica
- Allenatore: Peter Vollmann
- Allenatore in seconda:
- Preparatore dei portieri:
- Preparatori atletici:
- Analisi video:

## Calciomercato

### Sessione estiva
| Acquisti | Acquisti             | Acquisti            | Acquisti |
| R.       | Nome                 | da                  | Modalità |
| -------- | -------------------- | ------------------- | -------- |
| C        | Mario Nacev          | Bayer Leverkusen II |          |
| A        | Marco Antwerpen      | Rot-Weiss Essen     |          |
| C        | Mohamed Azima        | Al-Ahly             |          |
| A        | Frank Döpper         | Viktoria Colonia    |          |
| C        | Söhren Grudzinski    | Paderborn           |          |
| C        | Oliver Lindemann     | TuS Celle           |          |
| C        | Stefan Majek         | Uerdingen 05        |          |
| C        | Tibor Nadj           | Paderborn           |          |
| D        | Thomas Ridder        | Uerdingen 05        |          |
| D        | Jan Schanda          | Wolfsburg           |          |
| C        | Dieter Schönberger   | Siegen              |          |
| A        | Sven Schuchardt      | Uerdingen 05        |          |
| C        | Frank Süs            | Eintracht Treviri   |          |
| C        | André van der Zander | Bayer Leverkusen II |          |

| Cessioni | Cessioni           | Cessioni             | Cessioni |
| R.       | Nome               | a                    | Modalità |
| -------- | ------------------ | -------------------- | -------- |
| P        | Tomasz Bobel       | Duisburg             |          |
| C        | Hajrudin Catic     | Waldhof Mannheim     |          |
| D        | Attila Dragóner    | Ferencváros          |          |
| C        | Daniel Graf        | Kickers Offenbach    |          |
| C        | Ivica Grlić        | Colonia              |          |
| P        | Attila Hajdú       | Vasas                |          |
| C        | Dennis Ibrahim     | NZL Knights          |          |
| A        | Toralf Konetzke    | Energie Cottbus      |          |
| C        | Adam Ledwoń        | Austria Vienna       |          |
| C        | Sven Lintjens      | Wattenscheid 09      |          |
| A        | Seyed Ali Mousavi  | Bayer Leverkusen     |          |
| C        | Mehdi Pashazadeh   | Esteghlal            |          |
| D        | Hans Sarpei        | Duisburg             |          |
| D        | Markus Schuler     | Magonza              |          |
| D        | Marc Spanier       | Alemannia Aquisgrana |          |
| C        | Rajko Tavčar       | Norimberga           |          |
| D        | Harutyun Vardanyan | Young Boys           |          |
| C        | Peter Wynhoff      | Rheydter SV          |          |
| A        | Mac Younga-Mouhani | Wacker Burghausen    |          |
| C        | Marco Zernicke     | Alemannia Aquisgrana |          |

### Sessione invernale
| Acquisti | Acquisti | Acquisti | Acquisti |
| R.       | Nome     | da       | Modalità |
| -------- | -------- | -------- | -------- |

| Cessioni | Cessioni            | Cessioni       | Cessioni |
| R.       | Nome                | a              | Modalità |
| -------- | ------------------- | -------------- | -------- |
| D        | Vyacheslav Lepyavko | Tobyl Kostanay |          |

## Risultati

### Regionalliga nord

#### Girone di andata
| Arbitro: | Bley |

|                    |           |                 |
| Antwerpen 16’, 74’ | Marcatori | 38’, 66’ Gudelj |

| Arbitro: | Heynemann |

|                 |           |                    |
| Farh 60’ (rig.) | Marcatori | 9’ Nadj 85’ Döpper |

| Colonia 12 agosto 2000, ore 14:00 CEST 3ª giornata | Fortuna Colonia | 0 – 0 referto | Dresdner SC | Südstadion (1 219 spett.)\| Arbitro: \| Frank \| |
| Arbitro:                                           | Frank           |               |             |                                                  |

| Arbitro: | Weber |

|          |           |  |
| Wolf 49’ | Marcatori |  |

| Arbitro: | Stachowiak |

|            |           |                     |
| Döpper 68’ | Marcatori | 5’, 65’ Plaßhenrich |

| Arbitro: | Otte |

|  |           |                      |
|  | Marcatori | 11’ Ridder 90’ Majek |

| Arbitro: | Wehnert |

|  |           |                                        |
|  | Marcatori | 25’ Mbwando 45’ Türkmen 73’ Schweißing |

| Arbitro: | Jung |

|             |           |                               |
| Stenzel 49’ | Marcatori | 5’, 75’ Schuchardt 7’ Schanda |

| Colonia 22 settembre 2000, ore 19:30 CEST 9ª giornata | Fortuna Colonia | 0 – 0 referto | Union Berlino | Südstadion (1 002 spett.)\| Arbitro: \| Hems \| |
| Arbitro:                                              | Hems            |               |               |                                                 |

| Arbitro: | Schriever |

|                           |           |                    |
| Teichmann 9’ Lintjens 19’ | Marcatori | 60’ Nadj 85’ Nacev |

| Arbitro: | Scheppe |

|             |           |  |
| Sümnich 82’ | Marcatori |  |

| Arbitro: | Gagelmann |

|  |           |            |
|  | Marcatori | 3’ Schanda |

| Arbitro: | Hahne |

|                    |           |  |
| Süs 71’ Döpper 90’ | Marcatori |  |

| Arbitro: | Häcker |

|                |           |             |
| Kunze 25’, 76’ | Marcatori | 60’ Schanda |

| 4 novembre 2000 15ª giornata |  | – turno di riposo |  |  |

| Arbitro: | Margenberg |

|           |           |                                  |
| Majek 49’ | Marcatori | 15’ Lazic 17’ Küntzel 53’ Lorenz |

| Arbitro: | Frank |

|              |           |                         |
| Kruskopf 14’ | Marcatori | 61’ Antwerpen 70’ Majek |

| Arbitro: | Weber |

|                   |           |            |
| Nacev 66’ Süs 89’ | Marcatori | 69’ Putilo |

| Arbitro: | Perschke |

|                             |           |                                                  |
| Ridder 19’ (aut.) Nouri 32’ | Marcatori | 8’, 43’ Schuchardt 11’ Ridder 47’ Nadj 66’ Nacev |

#### Girone di ritorno
| Arbitro: | Grudzinski |

|              |           |                               |
| Everaldo 37’ | Marcatori | 56’ (rig.) Antwerpen 59’ Nadj |

| Arbitro: | Wegener-Gärtner |

|                      |           |                         |
| Nacev 90’ Ridder 90’ | Marcatori | 30’ Alhassan 78’ Lodter |

| Arbitro: | Soltow |

|                     |           |                       |
| Lau 34’ Schmidt 78’ | Marcatori | 22’ (rig.) Schuchardt |

| Arbitro: | Weber |

|                            |           |          |
| Schuchardt 13’ Sümnich 25’ | Marcatori | 41’ Wolf |

| Arbitro: | Hems |

|  |           |           |
|  | Marcatori | 80’ Nacev |

| Arbitro: | Jung |

|                |           |                   |
| Schuchardt 23’ | Marcatori | 29’ Kaul 56’ Maaß |

| Arbitro: | Schößling |

|  |           |                             |
|  | Marcatori | 31’ Schneider 72’ Antwerpen |

| Arbitro: | Wegener-Gärtner |

|                                 |           |  |
| Antwerpen 37’ Majek 71’ Süs 90’ | Marcatori |  |

| Arbitro: | Weber |

|                          |           |  |
| Teixeira 27’ (rig.), 60’ | Marcatori |  |

| Arbitro: | Schriever |

|                                             |           |                |
| Antwerpen 32’, 75’ Schneider 60’ Ridder 67’ | Marcatori | 26’, 45’ Iyodo |

| Arbitro: | Fröhlich |

|               |           |                              |
| Wieczorek 58’ | Marcatori | 45’ Antwerpen 74’ Schuchardt |

| Arbitro: | Hennecke |

|                                                 |           |  |
| Nadj 14’ Majek 48’ Antwerpen 72’ Schuchardt 75’ | Marcatori |  |

| Arbitro: | Minskowski |

|                 |           |             |
| Grebenozhko 75’ | Marcatori | 72’ Sümnich |

| Arbitro: | Weiner |

|               |           |                      |
| Schuchardt 8’ | Marcatori | 29’ Kunze 68’ Salomo |

| 12 maggio 2001 34ª giornata |  | – turno di riposo |  |  |

| Potsdam 18 maggio 2001, ore 18:45 CEST 35ª giornata | Babelsberg | 0 – 0 referto | Fortuna Colonia | Stadio Karl Liebknecht (5 000 spett.)\| Arbitro: \| Meyer \| |
| Arbitro:                                            | Meyer      |               |                 |                                                              |

| Arbitro: | Voss |

|            |           |             |
| Döpper 87’ | Marcatori | 14’ Küsters |

| Arbitro: | Kemmling |

|               |           |                       |
| Emmerling 30’ | Marcatori | 3’ Nadj 23’ Antwerpen |

| Arbitro: | Jung |

|                          |           |                            |
| Antwerpen 82’ Döpper 85’ | Marcatori | 17’, 90’ Mamoum 32’ Rolfes |

### Coppa di Germania
| Arbitro: | Sippel |

|  |           |                                    |
|  | Marcatori | 8’ Brdarić 30’ Kovač 87’, 90’ Rink |

## Statistiche

### Statistiche di squadra
| Competizione      | Punti | In casa | In casa | In casa | In casa | In casa | In casa | In trasferta | In trasferta | In trasferta | In trasferta | In trasferta | In trasferta | Totale | Totale | Totale | Totale | Totale | Totale | DR  |
| Competizione      | Punti | G       | V       | N       | P       | Gf      | Gs      | G            | V            | N            | P            | Gf           | Gs           | G      | V      | N      | P      | Gf     | Gs     | DR  |
| ----------------- | ----- | ------- | ------- | ------- | ------- | ------- | ------- | ------------ | ------------ | ------------ | ------------ | ------------ | ------------ | ------ | ------ | ------ | ------ | ------ | ------ | --- |
| Regionalliga nord | 62    | 18      | 7       | 5       | 6       | 29      | 24      | 18           | 11           | 3            | 4            | 29           | 18           | 36     | 18     | 8      | 10     | 58     | 42     | +16 |
| Coppa di Germania | -     | 1       | 0       | 0       | 1       | 0       | 4       | 0            | 0            | 0            | 0            | 0            | 0            | 1      | 0      | 0      | 1      | 0      | 4      | -4  |
| Totale            | 62    | 19      | 7       | 5       | 7       | 29      | 28      | 18           | 11           | 3            | 4            | 29           | 18           | 37     | 18     | 8      | 11     | 58     | 46     | +12 |

### Andamento in campionato
| Giornata  | 1 | 2 | 3 | 4  | 5  | 6 | 7  | 8 | 9  | 10 | 11 | 12 | 13 | 14 | 15 | 16 | 17 | 18 | 19 | 20 | 21 | 22 | 23 | 24 | 25 | 26 | 27 | 28 | 29 | 30 | 31 | 32 | 33 | 34 | 35 | 36 | 37 | 38 |
| --------- | - | - | - | -- | -- | - | -- | - | -- | -- | -- | -- | -- | -- | -- | -- | -- | -- | -- | -- | -- | -- | -- | -- | -- | -- | -- | -- | -- | -- | -- | -- | -- | -- | -- | -- | -- | -- |
| Luogo     | C | T | C | T  | C  | T | C  | T | C  | T  | C  | T  | C  | T  |    | C  | T  | C  | T  | T  | C  | T  | C  | T  | C  | T  | C  | T  | C  | T  | C  | T  | C  |    | T  | C  | T  | C  |
| Risultato | N | V | N | P  | P  | V | P  | V | N  | N  | V  | V  | V  | P  |    | P  | V  | V  | V  | V  | N  | P  | V  | V  | P  | V  | V  | P  | V  | V  | V  | N  | P  |    | N  | N  | V  | P  |
| Posizione | 8 | 4 | 7 | 11 | 11 | 9 | 10 | 9 | 10 | 12 | 7  | 7  | 4  | 7  | 8  | 9  | 5  | 6  | 5  | 4  | 3  | 4  | 3  | 3  | 5  | 3  | 2  | 4  | 3  | 3  | 2  | 2  | 4  | 3  | 4  | 5  | 3  | 4  |

Legenda:

Luogo: C = Casa; T = Trasferta. Risultato: V = Vittoria; N = Pareggio; P = Sconfitta.

### Statistiche dei giocatori
| Giocatore         | Regionalliga nord | Regionalliga nord | Regionalliga nord | Regionalliga nord | Coppa di Germania | Coppa di Germania | Coppa di Germania | Coppa di Germania | Totale   | Totale | Totale      | Totale     |
| Giocatore         | Presenze          | Reti              | Ammonizioni       | Espulsioni        | Presenze          | Reti              | Ammonizioni       | Espulsioni        | Presenze | Reti   | Ammonizioni | Espulsioni |
| ----------------- | ----------------- | ----------------- | ----------------- | ----------------- | ----------------- | ----------------- | ----------------- | ----------------- | -------- | ------ | ----------- | ---------- |
| M. Antwerpen      | 34                | 12                | 8                 | 1                 | 0                 | 0                 | 0                 | 0                 | 34       | 12     | 8           | 1          |
| M. Azima          | 0                 | 0                 | 0                 | 0                 | 0                 | 0                 | 0                 | 0                 | 0        | 0      | 0           | 0          |
| A. Cichon         | 0                 | 0                 | 0                 | 0                 | 0                 | 0                 | 0                 | 0                 | 0        | 0      | 0           | 0          |
| F. Döpper         | 27                | 5                 | 1                 | 0                 | 0                 | 0                 | 0                 | 0                 | 27       | 5      | 1           | 0          |
| S. Grudzinski     | 2                 | 0                 | 0                 | 0                 | 0                 | 0                 | 0                 | 0                 | 2        | 0      | 0           | 0          |
| S. Jagusch        | 23                | 0                 | 3                 | 1                 | 1                 | 0                 | 0                 | 0                 | 24       | 0      | 3           | 1          |
| A. Klein          | 0                 | 0                 | 0                 | 0                 | 0                 | 0                 | 0                 | 0                 | 0        | 0      | 0           | 0          |
| A. Kokoschka      | 5                 | 0                 | 0                 | 0                 | 0                 | 0                 | 0                 | 0                 | 5        | 0      | 0           | 0          |
| V. Lepyavko       | 4                 | 0                 | 0                 | 0                 | 1                 | 0                 | 1                 | 0                 | 5        | 0      | 1           | 0          |
| O. Lindemann      | 8                 | 0                 | 0                 | 0                 | 1                 | 0                 | 0                 | 0                 | 9        | 0      | 0           | 0          |
| S. Majek          | 30                | 5                 | 5                 | 0                 | 1                 | 0                 | 0                 | 0                 | 31       | 5      | 5           | 0          |
| P. Martin         | 35                | 0                 | 3                 | 1                 | 0                 | 0                 | 0                 | 0                 | 35       | 0      | 3           | 1          |
| M. Nacev          | 26                | 5                 | 8                 | 1                 | 0                 | 0                 | 0                 | 0                 | 26       | 5      | 8           | 1          |
| T. Nadj           | 34                | 6                 | 5                 | 1                 | 1                 | 0                 | 0                 | 0                 | 35       | 6      | 5           | 1          |
| T. Ridder         | 36                | 4                 | 6                 | 0                 | 1                 | 0                 | 1                 | 0                 | 37       | 4      | 7           | 0          |
| J. Schanda        | 36                | 3                 | 7                 | 0                 | 1                 | 0                 | 0                 | 0                 | 37       | 3      | 7           | 0          |
| H. Schneider      | 36                | 2                 | 5                 | 0                 | 1                 | 0                 | 1                 | 0                 | 37       | 2      | 6           | 0          |
| S. Schuchardt     | 33                | 10                | 8                 | 0                 | 1                 | 0                 | 0                 | 0                 | 34       | 10     | 8           | 0          |
| D. Schönberger    | 33                | 0                 | 2                 | 1                 | 1                 | 0                 | 0                 | 0                 | 34       | 0      | 2           | 1          |
| T. Sümnich        | 36                | 3                 | 3                 | 0                 | 1                 | 0                 | 0                 | 0                 | 37       | 3      | 3           | 0          |
| F. Süs            | 24                | 3                 | 0                 | 0                 | 1                 | 0                 | 0                 | 0                 | 25       | 3      | 0           | 0          |
| T. Wiese          | 2                 | 0                 | 0                 | 0                 | 1                 | 0                 | 0                 | 0                 | 3        | 0      | 0           | 0          |
| A. van der Zander | 30                | 0                 | 2                 | 1                 | 1                 | 0                 | 0                 | 0                 | 31       | 0      | 2           | 1          |